# Les Groseillers
Les Groseillers é uma comuna francesa na região administrativa da Nova Aquitânia, no departamento de Deux-Sèvres. Estende-se por uma área de 4,46 km². Em 2010 a comuna tinha 59 habitantes (densidade: 13,2 hab./km²).